# حمد الحاتم
حمد الحاتم (مواليد 5 يونيو 1989) هو لاعب كرة قدم سعودي .
لعب سابقاً مع نادي نجد ونادي العروبة ونادي الفيحاء ونادي المجزل .

## وصلات خارجية
- حمد الحاتم